# Ванда Максимова (Кіновсесвіт Marvel)
Ва́нда Макси́мова (англ. Wanda Maximoff, кириліз.: Ванда Максімофф) — персонажка з медіафраншизи Кіновсесвіту Marvel (КВМ), заснована на однойменній персонажці Marvel Comics. Її роль виконує Елізабет Олсен. Максимова зображена як соковійська біженка, яка разом зі своїм братом-близнюком П'єтро добровільно погоджується на експерименти «Гідри». Камінь Розуму підсилює її природні здібності до телекінезу і маніпулювання енергією, відомі як Магія хаосу, і в кінцевому підсумку вона використовує свої приховані сили і приймає древній титул Багряна ві́дьма (англ. Scarlet Witch). Максимова спочатку вступає в конфлікт з Месниками, але пізніше приєднується до них і стає однією з наймогутніших членкинь.
Максимова була представлена в епізодичній ролі у фільмі «Капітан Америка: Зимовий солдат» (у титрах не вказано; 2014 року) і з тих пір стала центральною героїнею КВМ, з'явившись у шести фільмах серії. Героїня також грає головну роль в телесеріалі «ВандаВіжен» (2021) і з'являється в анімаційному серіалі «А що як...?» (2021). Вона має центральну роль у фільмі «Доктор Стрендж у мультивсесвіту божевілля» (2022).

## Походження
Багряна відьма дебютувала разом зі своїм братом Ртуттю в складі Братства злих мутантів в «X-Men» # 4 (березень 1964). Вони були зображені як вимушені лиходії, не зацікавлені в ідеології Маґнето. Багряна Відьма була зображена замкнутої і зневажає своїх товаришів по команді. Стен Лі написав комікс «Месники», що складається з найвидатніших героїв лейбла. Врешті-решт він прибрав їх усіх, за винятком Капітана Америки, і замінив їх злодіями з інших коміксів: Багряною Відьмою і Ртуттю з Людей Ікс і Соколоним оком з пригод Залізної людини в «Tales of Suspense». Команда була відома як «Божевільний квартет Кепа». Хоча в більш пізні роки це не рідкість, але така зміна в складі супергеройський групи було абсолютно безпрецедентною. Потім Багряна Відьма стала постійним членом команди.
Кілька місяців по тому автор «Месників» Рой Томас почав тривалі романтичні стосунки між Багряною відьмою і Віженом, вважаючи, що це допоможе в розвитку персонажів із серії коміксів. Він вибрав цих персонажів, тому що вони були опубліковані тільки в коміксі «Avengers», так що вони не повинні заважати іншим виданням.

### Адаптація та появи
У 1990-их роках Marvel ліцензувала права на зйомки Людей Ікс і пов'язаних з ними концепцій, таких як мутанти, для студії. Fox створила серію фільмів, засновану на франшизі. Через багато років Marvel запустила свою власну франшизу, Кінематографічну всесвіт Marvel, зосереджену на персонажах, яких вони не ліцензували для інших студій, таких як Месники. Основним центром цієї франшизи були Месники, як в окремих фільмах, так і в успішному фільмі «Месники». Ртуть і Шархалова Відьма були центром конфлікту обох студій. Fox претендувала на права на них тому, що вони обидва були мутантами і дітьми Маґнето, лиходія більшости їхніх фільмів, а Marvel претендувала на ці права тому, що редакційна історія персонажів коміксів більше пов'язана з Месниками, ніж чим з Людьми Ікс. Студії уклали таку угоду, щоб вони обидві могли використовувати персонажів. Це було зроблено за умови, що сюжети не будуть посилатися на власності іншій студії: фільми Fox не можуть згадувати їх як членів Месників, а фільми Marvel не можуть згадувати їх як мутантів або дітей Маґнето. Незважаючи на цю угоду, в серії фільмів «Люди Ікс» не було Шархалової відьми.
У травні 2013 року повідомлялося, що Джосс Відон розглядав Сіршу Ронан як «прототипну» актрису на цю Ванди, але до серпня того ж року Елізабет Олсен взяли на цю роль. З тих пір Олсен грала Ванду Максимову в Кіновсесвіті Marvel. Олсен зазначила, що коли Джосс Відон запропонував їй цю роль, він сказав: «Коли ти підеш додому і поґуґлиш її, просто знай, що тобі ніколи не доведеться носити те, що вона носить в коміксах», і, відповідно до цим, костюм Максимової з коміксом був проігнорований на користь більш повсякденного одягу. Вона, як і Ртуть, вперше з'явилася в сцені після титрів фільму 2014 «Капітан Америка: Зимовий солдат» в полоні у барона Штрукера (Томас Кречманн). Шархалова Відьма стала другорядним персонажем у фільмі 2015 року «Месники: Ера Альтрон», де брат з сестрою спочатку вступають у змову з Альтроном (Джеймс Спейдер), але пізніше переходять на сторону Месників. Ртуть гине в подальшому конфлікті, в той час як Ванда пізніше стає членкинею Месників Капітана Америки. Вона з'являється у фільмі 2016 року «Капітан Америка: Громадянська війна». І Олсен, і Аарон Тейлор-Джонсон уклали угоду на кілька картин. Олсен знову виконала свою роль у фільмі «Месники: Війна нескінченности» (2018) і його продовженні «Месники: Завершення» (2019), і вона також з'явиться в майбутньому фільмі «Доктор Стрендж у мультивсесвіті божевілля». У фільмах її силами є телекінез і телепатичні здібності, які вона придбала, добровільно зголосившись як випробуваної в експериментах «Гідри» по створенню суперсолдат, піддавши її впливу Каменя Розуму.
У вересні 2018 року повідомлялося, що Marvel Studios розробляла кілька міні-серіалів для стрімінгового сервісі Disney+, які будуть зосереджені на другорядних персонажів з фільмів Кіновсесвіту Marvel, що не з'являлися і навряд чи з'являться в своїх власних фільмах, таких як Шархалова Відьма, і очікувалося, що Елізабет Олсен знову виконає свою роль. Пізніше в 2018 році було оголошено, що шоу буде називатися «ВандаВіжен», і що другим основним актором буде Пол Беттані в ролі Віжен. Прем'єра серіалу відбулася в січні 2021 року. Оскільки шоу зосереджено на Ванді і Віжені, що з'являються в ситкомі (очевидно, створеному Вандою, щоб уникнути свого горя з приводу реальної смерти Віжена), її зовнішній вигляд протягом усього серіалу відображає стилі одягу персонажів ситкомов в різних десятиліттях жанру.

## Характеризація

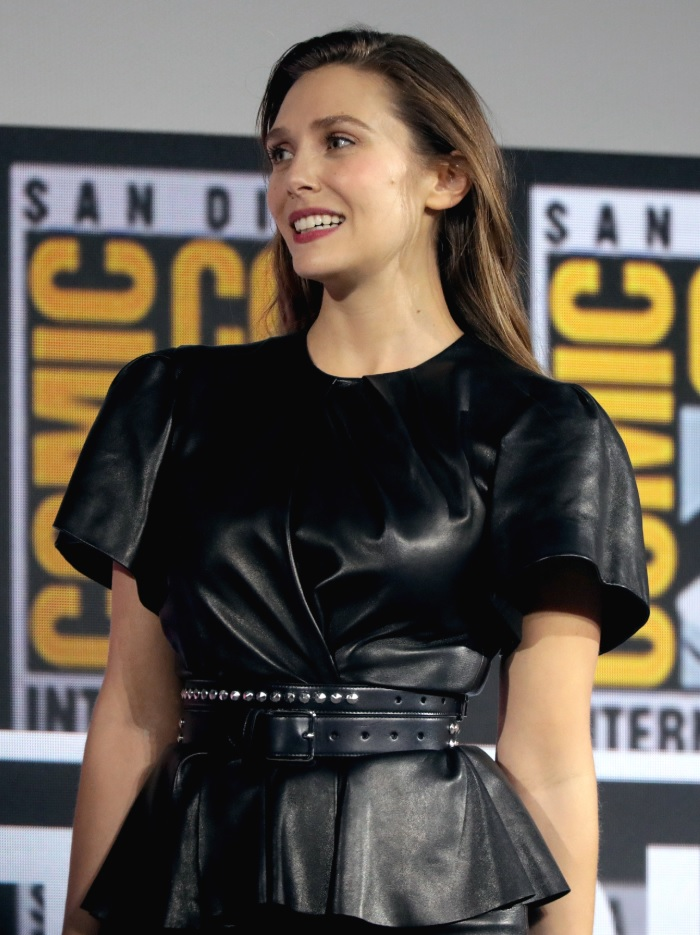
Елізабет Олсен на Comic-Con 2019 на оголошенні «Доктора Стренджа у мультивсесвіті божевілля»

Ванда вперше повністю представлена у фільмі «Месники: Ера Альтрон» як сестра-близнюк П'єтро Максимова, яка може займатися гіпнозом і телекінезом. Олсен відчувала, що Ванда була «надмірно викликане», а не «психічно ненормальною», тому що «вона має такою величезною кількістю знань, що не може навчитися контролювати це. Ніхто не навчив її правильно управляти цим ... вона може з'єднуватися з цим світом і паралельними світами одночасно, і з паралельними часом». Описуючи здатність свого персонажа контролювати розум, Олсен сказала, що персонаж здатний робити більше, ніж маніпулювати чиїмось розумом, причому Шархалова відьма здатна «відчувати і бачити те, що вони відчувають і бачать», проєктуючи бачення, які вони ніколи не бачили. Олсен розвинула цю думку, сказавши: «Що мені в ній подобається, так це те, що в багатьох супергеройських фільмах емоції трохи відкидаються, але для неї все, що хтось міг щось відчувати — наприклад, їх найслабші моменти — вона фізично проходить через той же самий досвід з ними, що досить круто». Олсен спиралася на свої відносини зі старшим братом і своїми сестрами, щоб підготуватися до цієї ролі, а також шукала натхнення в коміксах. Олсен сказала, що Відон надихався танцівницями як способом візуально уявити, як рухається персонаж. Таким чином, Олсен в основному тренувалася з танцівницею Дженніфер Вайт замість традиційного навчання трюкам.
У фільмі «Капітан Америка: Громадянська війна» Ванда об'єднується з Стівом Роджерсом проти Соковійського договору. За словами Олсен, персонаж «приходить до тями і починає розуміти, як вона хоче використовувати свої здібності». Таким чином, костюм Ванди був «щодо повсякденним» і «більш менш звичайною, а не супергеройський одягом», за словами Маковський, оскільки брати Руссо вважали, що Ванда ще не була повноцінним Месником. Коли Олсен запитали про стосунки між її персонажем і Віженом у порівнянні з коміксами, вона сказала: «Ви дізнаєтеся трохи більше про те, що пов'язує [Відьму і Віжена] в цьому фільмі. І я думаю, що між Полом і мною є кілька дійсно приємних моментів, і це більше про те, як вони ставляться один до одного і їх схожість засноване тільки на їх надздібності.»
У фільмі «Месники: Війна нескінченности» Олсен пояснює, що Ванда і Віжен підтримували роман, поки Ванда ховалася, і «намагаються протягом цього часу знайти точки зустрічі в різних місцях, щоб спробувати просунути наші відносини». Пол Беттані описав це як саму емоційну сюжетну арку для персонажів. У ранніх варіантах сценаріїв «Війни нескінченности» і «Завершення» Ванда пережила клацання і більш активно брала участь в подіях «Завершення», при цьому вона все ще оплакувала Віжена, але в кінцевому рахунку від цієї затії відмовилися, тому що «вона отримала так багато пробігу і історії в першому фільмі, що у неї дійсно не було нічого, що могло б зрівнятися з цим у другому фільмі.»
У «ВандаВіжен» Олсен сказала, що персонаж більше відповідає версії з коміксів, в тому числі зображує її психічне захворювання, при цьому вводячи титул «Шархалова Відьма», який раніше не використовувалася в Кіновсесвіті Marvel (КВМ). Виконавчий продюсер Marvel Studios Кевін Файґі сказав, що серіал досліджує масштаби і походження здібностей Ванди. Олсен відчувала, що її «володіння» Вандою посилилося під час розробки серіалу, що дозволило їй досліджувати нові сторони особистості персонажа, такі як її гумор і зухвалість. :30 Вона була в захваті від того, що «ВандаВіжен» фокусується на Ванді, а не робить її другорядним персонажем, як у фільмах, і була переконана в приєднанню до серіалу, коли Файґі згадав конкретні сюжетні лінії коміксів про Шархалову відьму, якими надихався «ВандаВіжен». Для свого виступу Олсен надихалася грою Мері Тайлер Мур, Елізабет Монтґомері і Люсіль Болл. Мікаела Рассел виконує роль молодої Ванди.

## Вигадана біографія персонажа

### Дитинство і походження
Ванда росла разом зі своїм братом-близнюком П'єтро Максимовим і батьками в квартирі у вигаданій країні Соковія в Східній Європі під час війни. У дитинстві вона любила дивитися американські ситкоми, які її батько продавав на DVD-дисках. Сім'я також практикувалася в говорінні англійською, сподіваючись коли-небудь покинути свою понівечену війною країну і мігрувати в Америку. Після того, як ракета підірвала їхню квартиру і вбила їхніх батьків, Ванда і П'єтро застрягли в пошкодженому будинку на два дні після того, як в нього влетіла друга ракета фірми «Stark Industries». Однак ракета так і не вибухнула, оскільки Ванда неусвідомлено наклала закляття, перетворивши ракету в пустушку. Коли близнюки стали молодими людьми, вони добровільно зголосилися стати піддослідними для «Гідри». Після впливу Каменя Розуму сили Ванди ще більше посилилися.
У 2014 році Ванда представлена як доброволець для випробування на об'єкті «Гідри» в Соковії під командуванням барона Вольфґанга фон Штрукера. Вона і П'єтро є тими єдиними, хто вижив після експериментів Штрукера зі скіпетром.

### Зустріч з Альтроном і становлення Месником
У 2015 році Месники — Тоні Старк, Стів Роджерс, Тор, Брюс Беннер, Наташа Романова і Клінт Бартон — здійснюють рейд на об'єкт «Гідри» і стикаються з Вандою і П'єтро, причому Ванда використовує свої телепатичні здібності, щоб перешкодити їх атаці. Старк і Беннер згодом використовують штучний інтелект в дорогоцінному камені скіпетра, щоб завершити глобальну оборонну програму Старка «Альтрон», і несподівано розумний Альтрон, вважаючи, що він повинен знищити людство, щоб врятувати Землю, вербує Ванду і П'єтро, які вважають Старка відповідальним за смерть їх батьків від зброї його компанії. Месники нападають на Альтрона в Йоганнесбурзі, але Ванда впливає на них за допомогою нав'язливих видінь, змушуючи Беннера перетворитися в Галка і бешкетувати по місту. Альтрон відправляється в Сеул і використовує скіпетр, щоб поневолити доктора Хелен Чо, використовуючи її технологію синтетичних тканин, вібраніум і Камінь Розуму, щоб створити нове тіло. Коли Альтрон завантажує себе в тіло, Ванда читає його думки і виявляє його план знищення людства. Вона і П'єтро обертаються проти Альтрона і приєднуються до Месників в Башті Месників. Після того як Старк, Беннер і Тор співпрацюють, щоб перетворити захоплене синтетичне тіло в «Віжена», Ванда і П'єтро відправляються разом з Месниками в Соковію, де Альтрон використовував залишки вібраніуму для побудови машини, що повинна підняти більшу частину столиці в небо, маючи намір скинути місто на землю, щоб викликати глобальне вимирання. Бартон подружився з Вандою і закликає її приєднатися до Месників в битві проти Альтрона. Ванда відчуває смерть П'єтро і залишає свій пост, щоб знищити основне тіло Альтрона, що дозволяє одному з його дронів активувати машину. Віжен рятує Ванду з центру зруйнованого міста. Після цього Месники створюють новий склад команди на базі Месників на чолі з Кепом і Романовою. До команди приєднуються Ванда, Віжен, Джеймс Роудс і Сем Вілсон.
Пізніше Віжен відвідує Ванду в її спальні, щоб втішити її після смерті П'єтро, і вони разом дивляться телевізійний ситком.

### Громадянська війна
У 2016 році Роджерс, Романова, Вілсон і Ванда запобігають крадіжці біологічної зброї Броком Рамлоу з лабораторії в Лаґосі. Рамлоу підриває себе, намагаючись вбити Роджерса, але Ванда телекінетичними здібностями стримує вибух і кидає його вгору. На жаль, випадково вбиває кілька вакандійських гуманітарних працівників. В результаті держсекретар США Таддеус Росс повідомляє Месників, що Організація Об'єднаних Націй (ООН) готується прийняти Соковіанский договір, який створить групу ООН для спостереження і контролю за командою. Старк обмежив Ванді пересування, змусивши її залишитися на базі Месників, де за нею спостерігає Віжен, який намагається втішити її, і вони починають розвивати романтичні почуття одне до одного. Роджерс і Вілсон збираються, щоб допомогти Бакі Барнсу, і посилають Бартона за Вандою, яка відкидає спроби Віжена зупинити її і йде з Бартоном. Вони забирають Скотта Ленґа і зустрічають команду Роджерса в аеропорту Лейпциг/Галле в Німеччині, але їх перехоплює команда Старка, де вони б'ються до тих пір, поки Романова не дозволяє Роджерсу і Барнсу втекти. Ванда, Бартон, Ленґ і Вілсон були схоплені і відправлені до в'язниці Рафт, поки Роджерс не звільняє їх.

### Війна нескінченности та воскресіння
У 2018 році Ванда і Віжен почали романтичні відносини, підпільно живучи в Единбурзі. На них із засідки нападають Проксима Опівнічна і Корвус Глейв, члени Дітей Таноса, послані за Каменем Розуму. Роджерс, Романова та Вілсон рятують їх і доставляють на базу Месників, де вони зустрічаються з Роудсом і Беннером. Віжен просить Ванду знищити Камінь, але вона відмовляється. Роджерс пропонує їм відправитися в Ваканду, де, на його думку, є ресурси, щоб прибрати Камінь і при цьому не знищити Віжена. Поки Шурі працює над отриманням Каменя Розуму з Віжена, Ванді доручено залишатися і спостерігати за Віженом, поки камінь не витягнуть. Коли вдираються аутрайдери і розтрощують Месників на полі бою, Ванда залишає свій пост, щоб допомогти своїм товаришам по команді, також при цьому вбиваючи Проксиму. Вона стає свідком прибуття Таноса, і їй доводиться знищити Камінь Розуму і Віжена, але Танос використовує Камінь Часу, щоб повернути назад її дії. Він вириває відновлений Камінь Розуму з чола Віжена, деактивувавши його. Танос активує завершену Рукавичку Нескінченності, клацає пальцями, і Ванда розсипається в прах.
П'ять років по тому, Ванда повертається до життя і з'являється на зруйнованій базі Месників, щоб приєднатися до фінальної битви проти альтернативного Таноса. Ванда безпосередньо бореться з ним, знищуючи його меч і змушуючи його наказати своєму військовому кораблю стріляти на поле бою. Вона допомагає Керол Денверс, коли та буде намагатися надіслати Нано-рукавичку до квантового тунелю. Максимова стає свідком смерті Старка, який жертвує собою, щоб перемогти армію Таноса. Через тиждень, Максимова присутня на похоронах Старка, де пізніше розмовляє з Бартоном про втрату Наташі та Віжена.

### Життя у Веств'ю

#### Гекс і програма «ВандаВіжен»
На наступний день Ванда відправляється в штаб-квартиру «М.Е.Ч.а» у Флориді, щоб забрати тіло Віжена. Після зустрічі з виконуючим обов'язки директора «М.Е.Ч.а» Тайлером Гейвордом, їй показують Віжена, на якому проводять експерименти, і вона розуміє, що більше не може відчувати його. Вона їде в Веств'ю, Нью-Джерсі, щоб подивитися на ділянку землі, який Віжен купив для них двох, «де можна постаріти», в 2018 році. Охоплена горем, Ванда випадково вивільняє хвилі магії хаосу, яка перетворює Веств'ю в помилкову реальність, стилізовану під ситком і відрізану від зовнішнього світу шестикутним бар'єром. Вона матеріалізує нову версію Віжена, позбавленого будь-яких колишніх спогадів, і починає жити в гексі, де вона і Віжен тільки що одружилися і намагаються жити своїм ідеальним приміським життям.
Ванда намагається потоваришувати зі своїми сусідами, при цьому їй іноді доводиться приховувати свої можливості й уміння Віжена. Незабаром вона помітно вагітніє. У міру того, як вагітність Ванди прогресує, її відвідує Моніка Рамбо, яку поглинув Гекс і яка отримала нове ім'я «Джеральдіна». Рамбо допомагає народити хлопчиків-близнюків Томмі і Біллі. Однак під час подальшої розмови, коли Ванда згадує П'єтро, Рамбо згадує про його смерть від рук Альтрона. Помітивши кулон Рамбо з емблемою «М.Е.Ч.а», Ванда, за допомогою телекінезу, викидає її з Веств'ю. Коли Віжен повертається в будинок, він з'являється у вигляді трупа, поки Ванда не повертає йому колишній вигляд.

#### Переслідувана «М.Е.Ч.ем»
Поки діти Ванди швидко дорослішають, «М.Е.Ч.» посилає озброєний ракетою дрон в Веств'ю в спробі вбити Ванду. Розлючена Ванда виходить з Гекса, попереджає Гейворда залишити її в спокої і підкреслює це, гіпнотизуючи агентів Гейворда, щоб вони наставили на нього зброю. Моніка, бачачи в Ванді союзника, намагається запропонувати допомогу, але отримує відмову. Повернувшись в Веств'ю, Ванда вступає в запеклу суперечку з Віженом, коли він дізнається правду після отримання повідомлення від  «М.Е.Ч.а» на роботі. Суперечка переривається, коли з'являється чоловік, який називає себе П'єтро. Під час святкування Хеллоуїна Ванда каже «П'єтро», що вона не знає, що сталося з нею, крім того, що вона відчувала себе самотньою і спустошеною, що, мабуть, змусило її створити Гекс. Коли вона дізнається, що Віжен вийшов за шестикутний бар'єр і вмирає, вона розширює Гекс, щоб врятувати його життя, в процесі також поглинаючи табір «М.Е.Ч.а» і Дарсі Льюїс.

#### Битва у Веств'ю
Після розширення Гекса Ванда починає втрачати контроль над ним і у неї починається психічний зрив. Вона обурена, знову побачивши Моніку в Веств'ю, яка намагається попередити її про Гейворда, оскільки вона виявила докази того, що Гейворд мав намір відродити Віжена в якості зброї. Підчас їхньої розмови, сусідка Ванди «Аґнес» перериває їх і веде Ванду до себе додому, для того, щоб заманити її в підземне демонічне лігво, де вона розкриває свою справжню особистість як відьма Аґата Гаркнесс. Аґата вводить її в транс, ведучи Ванду через її минуле. Їй доводиться заново пережити свої спогади про травму і втрати: смерть батьків, смерть брата, Віжена і свого нового будинку на Базі Месників. Аґата звільняє її від трансу, і Ванда залишає будинок Аґати, де вона виявляє, що Аґата тримає Томмі і Біллі в заручниках на вулиці. Аґата знущається над Вандою за те, що вона не знає всієї повноти своїх здібностей, перш ніж розкрити, що її сили насправді є магією хаосу, що робить Ванду сумнозвісною легендарною «Багряною Відьмою», здатної спонтанно змінювати реальність і сплітати воєдино численні високорівневі заклинання, які працюють на автоматі. Ванда атакує Аґату, яка розкриває свою здатність поглинати магічну силу. Звільнивши своїх дітей, Ванда зустрічається з реактивованим реальним Віженом, який був посланий Гейвордом вбити її, але «Віжен» Ванди з Гекса вступає з ним у бій.
Ванда йде на міську площу Веств'ю, і на неї нападає Аґата, яка повідомляє їй про главу в Даркголді, присвяченій їй, і заявляє, що вона ще більш могутня, ніж Верховний маг, і що їй судилося знищити світ, будучи «Провісником хаосу». Потім Аґата звільняє мешканців Веств'ю від закляття, дозволяючи їм сказати Ванді, що її заклинання змушувало їх розділяти її горе і всі кошмари. Пригнічена жителями, які вимагають відповідей, Ванда випадково втрачає контроль на своїми силами і душить їх. У жаху від усвідомлення того, що вона зробила, Ванда починає прибирати Гекс, але відновлює його, коли «Віжен», Томмі і Біллі починають зникати. Агенти «М.Е.Ч.» і Гейворд проникають в Веств'ю, і після того, як Аґата атакує їх, Ванда рятує їх і переслідує Аґату на даху будівлі. Там Ванда намагається замкнути Аґату в галюцинації Салема 1693 року, але це призводить до зворотних результатів.
Аґата бере галюцинацію під контроль і намагається переконати Ванду відмовитися від своїх сил, але Ванда виштовхує їх з галюцинації. Перенісши бій в небо, Ванда дозволяє Аґаті вкрасти все її сили. Однак, коли Аґата намагається вбити Ванду, вона виявляє, що її сили більше не працюють. З'ясовується, що Ванда наклала захисні руни на кордонах Гекса, зробивши магію Аґати марною. Ванда в кінцевому рахунку приймає свою справжню особистість Багряної відьми і робить Аґату заручницею Веств'ю, перетворюючи її в «Аґнес» і заявляючи, що вона повернеться, якщо Аґата їй знадобиться. Вона знімає Гекс і зі сльозами на очах прощається з Томмі, Біллі і «Віженом». Стоячи на порожньому ділянці будинку, вона виходить на міську площу під ненависними поглядами жителів Веств'ю і зустрічає Моніку. Ванда вибачається за заподіяну біль і клянеться краще зрозуміти свої сили. Вона прощається з Монікою і відлітає з Веств'ю, щоб жити віддалено в хатині на схилі гори. Там вона вивчає Даркголд, щоб дізнатися більше про свої сили, перш ніж почути крики своїх синів про допомогу, що змушує її стривожитися.

### Боротьба зі Стівеном Стренджем
Виявивши, що альтернативна його версія боролася з ворогом, який використовував чаклунство, доктор Стівен Стрейндж відправляється на зустріч з Вандою в її віддаленому саду, не розуміючи, що вона була захоплена Даркголдом і перетворена на Багряну відьму. Після того, як Стрендж розповідає Максимовій про Америку Чавеса, яка має здатність подорожувати мультивсесвітом, Ванда має намір використати Чавес, щоб отримати свою силу, щоб бути з Біллі та Томмі. Стрендж відмовляється віддати Чавес Максимовій, тому вона нападає на Камар-Таджа. Під час атаки спрацьовують сили Чавес, і вона та Стрендж втікають через портал, залишаючи Вонґа в полоні Максимової. Максимова починає проводити заклинання Даркголда, відоме як «прогулянка у сні», щоб знайти версію Ванди з Біллі та Томмі по всьому мультивсесвіту та заволодіти її тілом.
Стрендж і Чавес потрапляють в альтернативний усесвіт, позначений як «Земля-838», де вони потрапляють до Ілюмінатів, до складу яких входять Мордо, Пеґґі Картер, Блек Болт, Марія Рамбо, Рід Річардс і Чарльз Ксав’єр. Максимова прибуває і атакує штаб Ілюмінатів, вбиваючи Чорного Грома, Річардса, Рамбо і Картер. Ксав'єр проникає в розум Багряної Відьми і знаходить Максимову. Йому не вдається звільнити її від Багряної Відьми, яка вбиває Ксав’єра, хоча Стрендж, Чавес і Палмер уже втекли. Тріо потрапляє в простір між всесвітами, куди вони відправляються за Книгою Вішанті, яку вони мають намір використати, щоб перемогти Максимову, однак вона наздоганяє і атакує Чавес, яка відкриває інший портал, куди входять Стрендж і Палмер. Максимова бере Чавес у полон і починає на неї заклинання.
Стрендж і Палмер потрапляють у майже зруйнований всесвіт, де Стрендж зустрічає іншого Стренджа Грішника. Стрендж вбиває Стрейнджа Грішника цього всесвіту та забирає його Даркголд, щоб розпочати прогулянку сном до тіла Захисника Стренджа й піти за Максимовою. Після того, як Стрендж врятував її, Чавес перевозить Максимову назад на Землю-838, дозволяючи Біллі та Томмі з цього всесвіту стати свідками її зла. Розуміючи, скільки смертей та руйнувань вона завдала, Максимова, здається, жертвує собою, щоб знищити всі копії Даркголда у всьому мультивсесвіті.

## Альтернативні версії

### А що як...?
Одна альтернативна версія Ванди з'являється в мультсеріалі «А що як...?».

#### Зомбі-епідемія
В альтернативному 2018 році варіант Максимової входить в число Месників, які заражаються квантовим вірусом, що перетворює інфікованих в зомбі. Віжен забирає її в табір Ліхай у Нью-Джерсі, де він намагається вилікувати її за допомогою Каменя Розуму, але безуспішно через її магію хаосу. Після того, як її виявляє Барнс, Максимова виривається на свободу і нападає на тих, хто вижив, вбиваючи при цьому Курта і Окоє. Вона стає пригніченою після того, як Віжен вбиває себе, і вступає в боротьбу з Халком.
Пізніше варіант Стівена Стренджа переносить Максимову, разом з рештою зомбі з її всесвіту, в інший, щоб відвернути увагу і битися з Альтроном з іншого всесвіту. Максимова атакує Альтрона, але він використовує силу Каменів Нескінченності, щоб знищити цей усесвіт, вбиваючи Максимову.

## Сили і здібності
Ванда має здатність використовувати магію, яка зазвичай проявляється в телекінезі, телепатії та маніпуляції енергією / проєкції.
У сцені після титрів фільму «Капітан Америка: Зимовий солдат» вона експериментує зі своїми недавно отриманими здібностями в камері поруч зі своїм братом, левітуючи твердими кубиками, перш ніж розтрощити їх за допомогою телекінезу.
У фільмі «Месники: Ера Альтрона» сили Ванди в основному телекінетичні і напівтелепатичні. Вона може подумки рухати предмети і занурювати людей у гіпноз, викликаючи кошмари в головах чотирьох Месників. Вона також показує моменти енергетичної проєкції, в тому числі коли вона знищила армію дронів Альтрона за допомогою хвилі енергії і створила енергетичні щити, щоб захистити себе і соковійських громадян від перехресного вогню. Надалі на новій Базі Месників з'ясувалося, що вона навчилася левітувати.
У фільмі «Капітан Америка: Громадянська війна» сили Ванди розвинулися і її телекінез досить сильний, щоб дозволити їй утримувати уламки падаючої будівлі, і також вона може ширяти в повітрі. Її енергетичні маніпуляції тепер дозволяють їй в битві з Віженом насильно маніпулювати його щільністю, контролюючи Камінь Розуму.
У фільмі «Месники: Війна нескінченності» Ванда здатна метати енергетичні заряди. Віжен каже, що через те, що сили Ванди пов'язані з Каменем Розуму, вона може використовувати свої сили, щоб знищити його, що вона пізніше і робить. Вона також здатна телепатично спілкуватися з Каменем, коли вона намагається з'ясувати, чому Віжен відчуває біль. У Ваканді вона змогла підняти і зупинити великі інопланетні молотарки за допомогою своїх сил. Пізніше вона самостійно на відстані утримує Таноса, який вже володів п'ятьма Камінням Нескінченности, одночасно знищуючи Камінь Розуму.
Серіал «ВандаВіжен» досліджує її здатність спотворювати реальність, як і її версія з коміксів. Ванда випускає хвилі магії хаосу, яка випадково створює посилене силове поле КМФІ (також відоме як «Гекс») над містом Веств'ю, Нью-Джерсі, переписуючи все і всіх всередині, щоб вони були частиною її власної вигаданої реальності, яка представлена як телевізійний ситком. Переписування відбувається на молекулярному рівні, тобто її здатності дозволяють їй маніпулювати молекулами. Дарсі Льюїс повідомляє Моніці Рамбо, що її ДНК молекулярно переписується після того, як вона пройшла через поле КМФІ, і Рамбо розвиває надлюдські здібності, пов'язані зі світлом, після того, як вона увійшла в поле КМФІ втретє.
Пізніше з'ясовується, що Ванда народилася відьмою і в дитинстві несвідомо використовувала магію ймовірності. Під час подорожі її спогадами з Аґатою, батьки Ванди були вбиті ракетою в їх квартирі, після чого прилетіла друга ракета від Stark Industries. Ванда використовувала просте заклинання ймовірності, щоб перетворити ракету в пустушку, рятуючи себе і П'єтро. Однак вони обидва не знали, що це було завдяки Ванді. Після випробувань «Гідри» з Каменем Розуму, її сили були посилені. Аґата говорить Ванді, що вона — єдина людина, яка здатна володіти магією хаосу, що робить її міфічною Шархаловою Відьмою.
Коли вона починає битися з Аґатою, вона приймає своє справжнє «Я», проявляючи безліч нових магічних здібностей, таких як телепортація, накладання рун і поглинання енергії, при цьому її енергетичні заряди також стають більш концентрованими. Вона значно краще контролює свою магію, будучи в стані свідомо маніпулювати реальністю з легкістю, наприклад, миттєво змінюючи свій одяг на уніформу і перетворюючи Аґату назад в «Аґнес», на цей раз з власної волі. Пізніше показано, що Ванда створила ілюзію того, що веде тихе життя в сільських горах, у той час як у дійсності вона таємно оволодіває своїми здібностями за допомогою Даркголда, який тепер знаходиться в її розпорядженні.

## Відмінності від коміксів

### У коміксах
Станом на 2019 рік Маґнето та інші персонажі з франшизи «Люди Ікс» не були введені в КВМ, тому що Marvel Studios не мала права на Людей Ікс до початку 2019 року, і тому Максимова не згадувалася як дочка Маґнето, як це було в коміксах.
Крім того, близнюки Максимові в Marvel Comics зображувалися як цигани з 1979 року. Вони були етнічно неоднозначні протягом перших 15 років їх публікації, після чого показано, що вони були усиновлені і виховані циганської парою. Пізніше з'ясувалося, що їх біологічним батьком був Маґнето, а їх матір'ю — Маґда Айзенхардт, циганка, з якою він познайомився в концтаборі під час Другої світової війни. У більш пізньому ретконе Ванда і П'єтро виявляють, що Маґнето все-таки не був їхнім батьком, і вони не мутанти. Їх матір'ю насправді була Наталя Максимова, біологічна сестра приймального батька близнюків. Вона передала титул «Шархалової відьми» своїй дочці, а біологічний батько, як передбачалося, також був з циганської громади. Це робить близнюків повними циганами по крові.

### У Кіновсесвіті Marvel
Максимова в КВМ спочатку «володіє абсолютно іншим набором здібностей, ніж її версія з коміксів», будучи описана не стільки як володарка реальної магії, скільки як «аналог Джин Ґрей, обдарована як телепатичними, так і телекінетичними здібностями», причому її здатности в КВМ були отримані, принаймні частково, з експериментів, в яких вона зазнавала впливу Каменя Розуму.
Однак у «ВандаВіжен» Ванда виявляється могутньої чарівницею, єдиною істотою, здатною в даний час володіти магією хаосу. Серіал досліджує її здатність маніпулювати реальністю, як її версія з коміксів. У той час як стверджується, що її здатності з'явилися завдяки Каменю Розуму, в серіалі показали, що вона володіла прихованою здатністю володіти магією хаосу з самого народження, і Камінь Розуму просто розблокував ці дрімаючі здібності, і її подальше постійне використання базового телекінезу, телепатії та гіпнозу, здавалося б, було мимовільним результатом одного і того ж унікального магічного джерела.

## Сприйняття
Після виходу фільму «Месники: Завершення», Рейчел Лейшман з феміністського «ґік-сайту» The Mary Sue написала, що Максимова «не самий пророблений з персонажів, тому що вона часто прив'язана до чоловічого персонажу і рідко робить що-небудь, крім випадкового вбивства людей», а й те, що «Месники: Війна нескінченності» забезпечив «Ванду, яка розуміє своє місце серед Месників і свої здібності», а до фільму «Месники: Завершення» Максимова «бере на себе роль одного з нових лідерів Месників». В огляді подальшого міні-серіалу, «ВандаВіжен», йдеться про те, що «персонажі Олсен і Беттані часто розглядалися як персонажі на лавці запасних у зірковій команді у фільмах про Месників.Тут вони дійсно сяють». NPR заявляє, що персонаж, який «розгублений і вбитий горем, продукт експериментів, обтяжений силами, які вона не розуміє і намагається контролювати, стає Шархаловою відьмою — однією з наймогутніших фігур у Кіновсесвіті Marvel».